# Kilivila
Kilivila är ett malajo-polynesiskt språk med 20 000 talare (2000), som talas i Milne Bay. Majoriteten av talarna bor på Trobriandöarna. 60% av talarna är enspråkiga.
Kilivila är ett agglutinerande språk, med ordföljden subjekt–objekt–verb.
Efter Papua Nya Guineas självständighet 1975 har antalet engelska lånord ökat.